# Atyrá Fútbol Club
El Atyrá Fútbol Club, o simplemente Atyrá FC es un club de fútbol de Paraguay de la ciudad de Atyrá en el Departamento de Cordillera. Fue fundado el 7 de abril de 2018 sobre la base de los clubes de la Liga Atyreña de Deportes cuya selección obtuvo el derecho de competir por primera vez en la División Intermedia (Segunda División) del fútbol paraguayo, luego de coronarse campeón del Campeonato Nacional de Interligas (Tercera División) en la temporada 2017-18.

Actualmente milita en la Primera División B Nacional, tercera división del fútbol paraguayo.

## Historia

### Selección de la Liga Atyreña
La Liga Atyreña de Deportes fue fundada el 9 de diciembre de 1973, y ha logrado el  título de campeón del Campeonato Nacional de Interligas organizada por la Unión del Fútbol del Interior, en el 2017/18.
Con ese título la Liga Atyreña ganó también el derecho de ascender a la Segunda División de la Asociación Paraguaya de Fútbol, denominada División Intermedia, en la que competirá desde la temporada 2019. Para competir en una división de la Asociación Paraguaya de Fútbol la Liga Atyreña no puede participar como selección, por lo que debió refundarse como club, por lo que se resolvió fundar Atyrá Fútbol Club.

### Accede a las competencias de la APF
El club hizo su debut oficial en la temporada 2019 de la Segunda División, denominada División Intermedia, donde permanece hasta la fecha. Su primer partido fue de local contra Ovetense FC.

## Estadio
El club ejerce su localía en el estadio San Francisco de Asís del Club 4 de Octubre, que tiene una capacidad para 10 000 personas.

## Jugadores

### Plantilla 2019
- Actualizada el 25 de junio de 2019.

## Datos del club
- Temporadas en Segunda División: 4 (2019-2023).
- Temporadas en Tercera División: 1 (2024-presente).

## Palmarés
- Como selección de la Liga Atyreña de Deportes

| Torneos nacionales oficiales | Torneos nacionales oficiales | Torneos nacionales oficiales |
| Competición                  | Títulos                      | Subcampeonatos               |
| ---------------------------- | ---------------------------- | ---------------------------- |
| Nacional Interligas (1)      | 2017/18                      | 2015/16                      |

| Torneos internacionales          | Torneos internacionales | Torneos internacionales |
| Competición                      | Títulos                 | Subcampeonatos          |
| -------------------------------- | ----------------------- | ----------------------- |
| Copa San Isidro de Curuguaty (1) | 2018                    |                         |